# 本性院
本性院（ほんしょういん、生年不詳 - 文政13年3月8日（1830年3月31日））は、江戸時代の女性。徳川家斉の側室。名は袖。初名はお保能。

## 経歴
父は吉江政福。母は政福の養父・吉江正核の女。
文化元年（1804年）に御次、文化4年（1807年）には御中臈となり、徳川家斉の寵愛を受ける。
以後、陽七郎、徳川斉彊、岸姫、富八郎、文姫（松平頼胤室）、艶姫、孝姫を出産。
文政13年（1830年）、死去。法名は本性院観妙諦普光大姉。